# 香口乡
香口乡，是中华人民共和国湖北省十堰市郧西县下辖的一个乡镇级行政单位。

## 行政区划
香口乡下辖以下地区：
湖岭村、孟川村、六斗村、白果沟村、枣树坪村、树撑岩村、仓房村、董家坪村、黄云铺村、李师关村、上香口村、下香口村、八亩地村、黄竹扒村、老龙庙村、沉西河村、白岩河村、宋家河村、黄沙河村、青龙山村、邓家湾村和枣树垭村。